# Pargny-Filain
Pargny-Filain – miejscowość i gmina we Francji, w regionie Hauts-de-France, w departamencie Aisne.
Według danych na styczeń 2014 roku gminę zamieszkiwały 244 osoby, a gęstość zaludnienia wynosiła 48,7 osób/km².